# Military Engineering Centre of Excellence
Das Military Engineering Centre of Excellence (MILENG COE) (deutsch: Kompetenzzentrum für Pionierwesen) ist eine multinationale Pionierorganisation mit dem Status einer Internationalen Militärischen Organisation (IMO) gemäß Artikel XIV des Pariser Protokolls vom 28. August 1952 und unterstützt die Transformation der NATO. Als Teil des NATO COE Programms wurde das MILENG COE am 9. Juli 2008 durch den Supreme Allied Commander Transformation (SACT), US-General James N. Mattis, und das Bundesministerium der Verteidigung (BMVg) – vertreten durch Minister Franz Josef Jung, durch ein Memorandum of Understanding (MoU) für das NATO-akkreditierte Centres of Excellence (COEs) mit Deutschland als Framework Nation, bestätigt und nahm nach der Verlegung im Januar 2009 in die Pionierkaserne auf der Schanz in Ingolstadt in Deutschland zum 27. März 2009 offiziell die Arbeit auf.
Das Military Engineering Centre of Excellence ging dabei hervor aus dem 1977 gegründeten Euro NATO Training Engineer Centre (ENTEC) mit Sitz in München.

## NATO-COE Programm
Centres of Excellence der NATO sind, in Einzelfällen national, sonst multinational getragene bzw. finanzierte Dienststellen mit dem Rechtsstatus einer Internationalen Militärischen Organisation (Grundlage: Pariser Protokoll von 1952). Zweck dieser Kompetenzzentren ist die Unterstützung der Transformation der NATO. Sie sind dem Allied Command Transformation (ACT) zugeordnet, jedoch nicht Teil der NATO-Kommandostruktur. Ihre Arbeitspakete werden mit dem Allied Command Transformation koordiniert und richten sich nach den Verfahren und Richtlinien der NATO. Ein Centre of Excellence arbeitet entlang der  folgenden vier Felder (sog. pillars of NATO’s COE program):
- Doktrinentwicklung und Standardisierung
- Konzeptentwicklung und Erprobung
- Auswertung und Erkenntnisumsetzung
- Ausbildung und Übungen

## Auftrag und Aufgaben
Das Einbringen von multinationalem Expertenwissen zur Unterstützung der Transformation der NATO auf dem Gebiet des Pionierwesens ist die wesentliche Aufgabe des MILENG COE mit Vertretern aus 17 Nationen. Die Zielsetzung ist dabei eine Reduzierung bzw. Konzentration auf militärische Kernfähigkeiten im Hinblick auf die Vorgaben zur Entwicklung bzw. Fortentwicklung der Doktrinen für die NATO Response Force (NRF) und vor allem zur Förderung der Interoperabilität der Bündnisstreitkräfte.
Jährlich nehmen rund 300 Teilnehmer, vom Unteroffizier bis zum General, aus allen NATO- und befreundeten Nationen an Lehrgängen, Seminaren, Workshops und Expertengesprächen, in Ingolstadt teil.
Folgende Lehrgänge werden jährlich durchgeführt:
- NATO Tactical Military Engineering Course (NTMEC),
- NATO Operational Military Engineering Course (NOMEC),
- NATO Infrastructure Assessment in Support of Planning Course (NIASPC),
- Military Engineering Multinational Advisory Course (MEMAC),
- Military Engineering Multinational Basic Course (MEMBC),
- NATO Military Environmental Protection, Practices & Procedures Course (NMEPPPC),
- International Bridge Assessment Course (IBAC),
- Infra Assessement Course.

Daneben übernimmt das MILENG COE als Denkfabrik die Führung bei der Erarbeitung von NATO-Pioniergrundsatzdokumenten und -Konzepten (Allied Joint Publications (AJP) und Allied Tactical Publications (ATP)). Auch werden Studien der NATO zu Pionierfähigkeiten im Einsatz oder zur Bündnisverteidigung durchgeführt. Nach dem Ende des Kalten Krieges sind aufgrund der veränderten Lage an der östlichen NATO-Grenze Kenntnisse um die Errichtung von Sperren und Minenlegung wieder mehr im Focus der NATO auch zur Abschreckung.
Das MILENG COE organisiert regelmäßig auch verschiedene Veranstaltungen, darunter jährlich den so genannten Industry Day (Industrietag), der unter anderem den Austausch zwischen Militär und Wirtschaft ermöglichen soll, und das Information Exchange Seminar. Unter der Zielgruppe dieser Veranstaltung werden Nichtregierungsorganisationen, Internationale Organisationen, die Vereinten Nationen, Zivil-militärische Zusammenarbeit (CIMIC), Industrie und die akademische Welt gelistet.
Das MILENG COE arbeitet zudem eng mit den entsprechenden NATO-Arbeitsgruppen wie dem Military Committee Land Standardisation Board (MCLSB), der Military Engineer Working Group (MILENG WG) oder dem NATO Standardisation Office (NSO) zusammen.

## Mitgliedstaaten
Deutschland stellt als Framework Nation die Infrastruktur, die grundsätzliche Ausstattung, einen erheblichen Teil der finanziellen Zuwendungen, die administrative Unterstützung mit 18 Dienstposten (15 militärische und drei zivile Dienstposten) zur Verfügung. Truppendienstlich ist der deutsche Anteil (DtA) der Pionierschule des Heeres in der gleichen Kaserne unterstellt.
Zu Beginn von MILENG COE im Juli 2008 waren 10 Nationen beteiligt. Zum 26. März 2010 kamen fünf Nationen hinzu. Spanien kam zum 1. Januar 2012 hinzu. Seit 2018 beteiligen sich insgesamt 17 Nationen am MILENG COE. NATO COEs stehen auch den Partnerstaaten der NATO (Sponsoring Nations) offen, welche sich gleichermaßen finanziell und mit Fachexperten beteiligen können.

## Struktur
Aufsichtsgremium des MILENG COE ist das Steering Comittee (SC). Das SC setzt sich aus dem Vorsitzenden (gestellt durch die Framework Nation, ohne Stimmrecht) und je einem Vertreter der Mitgliedstaaten (mit jeweils einer Stimme) zusammen. Das SC trifft sämtliche grundsätzlichen Entscheidungen in Bezug auf das MILENG COE; es genehmigt beispielsweise das Arbeitspaket (Programme of Work – POW), überwacht dessen Umsetzung und bewilligt das jährliche Budget.
Das MILENG COE wird von einem Director im Rang eines Obersten geführt.